# Bitstrips
Bitstrips fue una web canadiense y la aplicación móvil originalmente creada por Jacob "Ba" Blackstock y Jesse Brown de Toronto.
El servicio dejó a los usuarios crear una historieta utilizando avatares personalizados, y programar plantillas y poses. Brown y Blackstock explicó que el servicio que fue significativo para habilitar la autoexpresión sin la necesidad de tener habilidades artísticas. Bitstrips fue primeramente presentado en 2008 en Del sur por Suroeste en Austin, Texas, y el servicio más tarde dirigió y lanzó una versión diseñada para utilizar software a nivel educativo. El servicio consiguió la prominencia creciente que sigue el lanzamiento de versiones para Facebook y plataformas móviles. En 2014, Bitstrips lanzó la aplicación conocida como Bitmoji, el cual deja usuarios para crear pegatinas personalizadas para uso en messaging aplicaciones.
En julio de 2016, Snapchat anunció que había adquirido la compañía; el servicio Bitstrips de cómic fue cerrado, pero Bitmoji sigue operativo.

## Historia
Bitstrips fue codesarrollado por artista de cómic basado en Toronto, Jacob Blackstock y su amigo de instituto, periodista Jesse Brown; el servicio era originalmente previsto como un medio para dejar cualquiera para crear su historieta propia sin necesitar habilidades artísticas. Brown explicó que "es tan difícil y que consume tiempo para decir una historia en forma de libro del cómic, dibujando los mismos caracteres otra vez y otra vez en estos tableros pequeños minúsculos, y justo la cantidad de delineación que se requiere. E incluso si lo puedes hacer bien, lo cual no podría, toma años para hacer una historia." Brown declaró que el servicio sería "un trabajo de preparación para una entera nueva manera para comunicarse", y fue según lo que describió siendo un servicio tipo "YouTube para cómics". Blackstock explicó que el concepto de Bitstrips estuvo influenciado por su uso propio de cómics como forma de socialización; un estudiante, Blackstock y sus amigos dibujaron cómics presentando cada a cada uno de grupo de amigos y los compartió durante clases. Considera que Bitstrips era un "medio para autoexpresión", declarando que "no es solo tu haciendo los cómics, pero tu y tus amigos siendo las estrellas en estos cómics, es como si fueras el intermediario . La naturaleza visual de los cómics justo habla tanto más fuertes que texto."
El servicio era públicamente revelado en South by Southwest en 2008. En 2009, el servicio introdujo una versión orientada hacia el mercado educativo, Bitstrips para Escuelas, el cual era inicialmente dirigido a un número de escuelas en Ontario. El servicio estuvo alabado por educadores para ser comprometiendo a alumnado, especialmente dentro clases de lengua. Brown notó que el alumnado utilizaba el servicio para crear los cómics fuera de clase también, declarando que sea "tan gratificante e impresionando de lo que las personas hacen con nuestra herramienta para hacer sus historias propias en maneras que te nunca habría anticipado. Incluso, algunos de ellos son brillantes."
En diciembre del 2012, Bitstrips lanzó una versión para Facebook; por julio de 2013, Bitstrips tuvo 10 millones de usuarios únicos por encima Facebook, habiendo creado encima 50 millones de cómics. En octubre del 2013, Bitstrips lanzó una aplicación móvil; en dos meses, Bitstrips se convirtió en unas de las aplicaciones más descargadas en 40 países, y más de 30 millones de avatares habían sido creados con el servicio. En noviembre del 2013, Bitstrips aseguró el financiamiento de Horizons Ventures y Li Ka-shing.
En octubre del 2014, Bitstrips lanzó Bitmoji, una aplicación que deja a los usuarios para crear las pegatinas que presenta Bitstrips carácter en varias plantillas.
En julio de 2016, Snapchat anuncia que adquirió Bitstrips. El personal de la compañía continúa operando en las afueras de Toronto, pero el original servicio de cómic de Bitstrips fue cerrado a favor de centrarse exclusivamente en Bitmoji. Siguiendo la adquisición, la aplicación Snapchat fue actualizada para integrar a Bitmoji, dejando usuarios enlazar sus cuentas entre las dos aplicaciones y añadir Bitmoji a sus publicaciones. En septiembre de 2017, se introdujo a Snapchat un animado, 3D rendered Bitmoji de aumento de realidad, llamados "World Lenses".
Desde la adquisición de Snapchat, Bitmoji ha tenido crecimiento significativo; en abril del 2017, se informó que Bitmoji fue la aplicación más descargada en el iOsApp Store en Australia, Canadá, Francia, el Reino Unido, y los Estados Unidos. En diciembre del 2017, Apple declaró que Bitmoji fue la aplicación más descargada en la aplicación de iOS en todo el mundo en el 2017, seguido en segundo sitio por el mismo Snapchat.